# Калиновский (Пензенская область)
Калиновский — посёлок в Башмаковском районе Пензенской области России. Входит в состав Троицкого сельсовета.

## География
Расположен в 10 км к северу от центра сельсовета села Тимирязево.

## Население
| 2010 |
| ---- |
| 3    |

## История
Образован в начале XX века как выселок деревни Калиновка Сосновского сельсовета.